# Sony Entertainment
Sony Entertainment, Inc. es una compañía global de entretenimiento establecida en 2012. Se enfoca en la mayoría de los negocios de cine, televisión y música de Sony. Es una subsidiaria de la japonesa Sony Corporation, administrada por la filial estadounidense de Sony, Sony Corporation of America.
En términos de ingresos, a partir de 2019, actualmente es la sexta compañía de entretenimiento más grande del mundo con $14.1 mil millones USD, junto con The Walt Disney Company ($55.13 mil millones USD), Comcast (inc. NBCUniversal $33 mil millones USD), Warner Bros. Discovery ($31.27 mil millones USD), Paramount Global ($27.35 mil millones USD), Bertelsmann (€17.96 mil millones/$ 20.30 mil millones USD) y Vivendi (€13 mil millones/$14.70 mil millones USD).

## Historia
El 30 de marzo de 2012, Michael Lynton, copresidente y CEO de Sony Pictures Entertainment (SPE), fue nombrado CEO de Sony Corporation of America para supervisar todos los negocios de entretenimiento global de Sony y Nicole Seligman, Vicepresidenta ejecutiva y Asesora general de Sony Corporation, fue nombrada presidenta. El 9 de abril de 2013, Lynton renovó su contrato con la compañía.
El 18 de febrero de 2016, Seligman renunció después de 15 años trabajando para Sony y permaneció en la compañía hasta finales de marzo.
El 13 de enero de 2017, Lynton anunció que renunciaría como CEO de Sony Entertainment y presidente y CEO de Sony Pictures Entertainment para ser presidente de Snap Inc. Posteriormente fue reemplazado por Anthony Vinciquerra el 1 de junio de 2017, después de ser nombrado como presidente/CEO de SPE.
En diciembre de 2016, varios medios de comunicación informaron que Sony estaba considerando reestructurar sus operaciones en los Estados Unidos fusionando su negocio de TV y cine, Sony Pictures Entertainment, con su negocio de juegos, Sony Interactive Entertainment. Según los informes, dicha reestructuración habría colocado a Sony Pictures bajo el CEO de Sony Interactive, Andrew House, aunque House no se habría hecho cargo de las operaciones diarias del estudio de cine. Según un informe, Sony tomaría una decisión final sobre la posibilidad de la fusión de los negocios de TV, cine y juegos para fines de su año fiscal en marzo del año siguiente (2017). Sin embargo, a juzgar por la actividad de Sony en 2017, la fusión que se rumorea nunca se materializó.
El 17 de julio de 2019, Sony anunció que fusionarán Sony Music Entertainment y Sony/ATV Music Publishing para formar el Sony Music Group. La fusión finalizó el 1 de agosto de 2019.

## Compañías

### Sony Pictures Entertainment
- Sony Pictures Motion Picture Group (Películas)
  - Columbia Pictures
  - TriStar Pictures
  - TriStar Productions
  - Sony Pictures Classics
  - Screen Gems
  - Sony Pictures Animation
  - Sony Pictures Imageworks
  - Sony Pictures Releasing
  - Sony Pictures Worldwide Acquisitions Group
    - Destination Films
    - Stage 6 Films
    - Affirm Films

  - Sony Pictures Home Entertainment
    - Sony Wonder
    - Genius Brands (participación accionaria)

- Sony Pictures Television (Televisión)
  - Califon Productions, Inc.
  - Jeopardy Productions, Inc.
  - 2waytraffic
  - CPT Holdings, Inc.
  - TriStar Television
  - Culver Entertainment
  - Embassy Row
  - Starling Productions
  - Huaso
  - Lean-M Producers Center
  - Teleset (50%)
  - Fable Pictures
  - Floresta
  - Left Bank Pictures (participación mayoritaria)
  - Electric Ray
  - Stellify Media
  - Playmaker Media
  - Crunchyroll LLC
    - Crunchyroll
    - Manga Entertainment (Reino Unido)
    - Crunchyroll EMEA

### Sony Music Group
- Sony Music Entertainment
  - Columbia Records
  - Epic Records
  - RCA Records
  - Arista Records
  - The Orchard
  - Aniplex
  - Syco (50%)

- Sony/ATV Music Publishing
  - EMI Music Publishing
  - APM Music
  - Extreme Music
  - Hickory Records
  - EMI Production Music